# Seznam medailistů na halovém mistrovství Evropy v běhu na 1 500 m
Běh na 1500 metrů je do programu halového mistrovství Evropy zařazen od prvních ročníků šampionátu.

## Muži
| Rok      | Místo         | Zlato                       | Výkon vítěze   | Stříbro               | Bronz                 |
| -------- | ------------- | --------------------------- | -------------- | --------------------- | --------------------- |
| HME 1970 | Vídeň         | Henryk Szordykowski         | 3:48,8         | Frank Murphy          | Vladimir Pantelej     |
| HME 1971 | Sofie         | Henryk Szordykowski         | 3:41,4         | Vladimir Pantelej     | Gianni del Buono      |
| HME 1972 | Grenoble      | Jacques Boxberger           | 3:45,66        | Spilios Zacharopoulos | Jürgen May            |
| HME 1973 | Rotterdam     | Henryk Szordykowski         | 3:43,01        | Herman Mignon         | Klaus-Peter Justus    |
| HME 1974 | Göteborg      | Henryk Szordykowski         | 3:41,78        | Thomas Wessinghage    | Włodzimierz Staszak   |
| HME 1975 | Katovice      | Thomas Wessinghage          | 3:44,6         | Piotr Anisim          | Gheorghe Ghipu        |
| HME 1976 | Mnichov       | Paul-Heinz Wellmann         | 3:45,1         | Thomas Wessinghage    | Gheorghe Ghipu        |
| HME 1977 | San Sebastián | Jürgen Straub               | 3:46,5         | Paul-Heinz Wellmann   | János Zemen           |
| HME 1978 | Milán         | Antti Loikkanen             | 3:38,2         | Thomas Wessinghage    | Jürgen Straub         |
| HME 1979 | Vídeň         | Eamonn Coghlan              | 3:41,8         | Thomas Wessinghage    | John Robson           |
| HME 1980 | Sindelfingen  | Thomas Wessinghage          | 3:37,6         | Raymond Flynn         | Pierre Délèze         |
| HME 1981 | Grenoble      | Thomas Wessinghage          | 3:42,64        | Uwe Becker            | Mirosław Żerkowski    |
| HME 1982 | Milán         | José Luis González          | 3:38,70        | José Manuel Abascal   | Antti Loikkanen       |
| HME 1983 | Budapešť      | Thomas Wessinghage          | 3:39,82        | José Manuel Abascal   | Antti Loikkanen       |
| HME 1984 | Göteborg      | Peter Wirz                  | 3:41,35        | Ricardo Materazzi     | Thomas Wessinghage    |
| HME 1985 | Pireus        | José Luis González          | 3:39,26        | Marcus O'Sullivan     | José Luis Carreira    |
| HME 1986 | Madrid        | José Luis González          | 3:44,55        | José Luis Carreira    | Han Kulker            |
| HME 1987 | Liévin        | Han Kulker                  | 3:44,79        | Jens-Peter Herold     | Klaus-Peter Nabein    |
| HME 1988 | Budapešť      | Ari Suhonen                 | 3:45,72        | Ronny Olsson          | Rüdiger Horn          |
| HME 1989 | Haag          | Hervé Phélippeau            | 3:47,42        | Han Kulker            | Sergej Afanasjev      |
| HME 1990 | Glasgow       | Jens-Peter Herold           | 3:44,59        | Fermín Cacho          | Tony Morrell          |
| HME 1992 | Janov         | Matthew Yates               | 3:42,32        | Sergej Melnikov       | Branko Zorko          |
| HME 1994 | Paříž         | David Strang                | 3:44,57        | Branko Zorko          | Abdelkader Chékhémani |
| HME 1996 | Stockholm     | Mateo Cañellas              | 3:44,50        | Anthony Whiteman      | Abdelkader Chékhémani |
| HME 1998 | Valencie      | Rui Silva                   | 3:44,57        | Abdelkader Chékhémani | Andrej Zadorožnyj     |
| HME 2000 | Gent          | José Redolat                | 3:40,51        | James Nolan           | Mehdi Baala           |
| HME 2002 | Vídeň         | Rui Silva                   | 3:49,93        | Juan Carlos Higuero   | Michael East          |
| HME 2005 | Madrid        | Ivan Heško                  | 3:36,70        | Juan Carlos Higuero   | Reyes Estévez         |
| HME 2007 | Birmingham    | Juan Carlos Higuero         | 3:44,41        | Sergio Gallardo       | Arturo Casado         |
| HME 2009 | Turín         | Rui Silva                   | 3:44,38        | Diego Ruiz            | Yoann Kowal           |
| HME 2011 | Paříž         | Manuel Olmedo               | 3:41,03        | Kemal Koyuncu         | Bartosz Nowicki       |
| HME 2013 | Göteborg      | Mahiedine Mekhissi-Benabbad | 3:37,17        | İlham Tanui Özbilen   | Simon Denissel        |
| HME 2015 | Praha         | Jakub Holuša                | 3:37,68        | Ilham Tanui Özbilen   | Chris O'Hare          |
| HME 2017 | Bělehrad      | Marcin Lewandowski          | 3:44,82        | Kalle Berglund        | Filip Sasínek         |
| HME 2019 | Glasgow       | Marcin Lewandowski          | 3:42,85        | Jakob Ingebrigtsen    | Jesús Gómez           |
| HME 2021 | Toruň         | Jakob Ingebrigtsen          | 3:37,56        | Marcin Lewandowski    | Jesús Gómez           |
| HME 2023 | Istanbul      | Jakob Ingebrigtsen          | 3:33,95 - RHME | Neil Gourley          | Azeddine Habz         |
| HME 2025 | Apeldoorn     | Jakob Ingebrigtsen          | 3:36,56        | Azeddine Habz         | Isaac Nader           |

## Ženy
| Rok      | Místo         | Zlato                    | Výkon vítěze   | Stříbro                    | Bronz                  |
| -------- | ------------- | ------------------------ | -------------- | -------------------------- | ---------------------- |
| HME 1971 | Sofie         | Margaret Beachamová      | 4:17,2         | Ljudmila Braginová         | Tamara Pangelovová     |
| HME 1972 | Grenoble      | Tamara Pangelovová       | 4:14,62        | Ljudmila Braginová         | Vasilena Amzinovová    |
| HME 1973 | Rotterdam     | Ellen Tittelová          | 4:16,17        | Tonka Petrovová            | Iris Clausová          |
| HME 1974 | Göteborg      | Tonka Petrovová          | 4:11,00        | Karin Krebsová             | Tamara Kazačkovová     |
| HME 1975 | Katovice      | Natalia Andreiová        | 4:14,7         | Taťjana Kazankinová        | Ellen Wellmannová      |
| HME 1976 | Mnichov       | Brigitte Krausová        | 4:15,2         | Natalia Marasescuová       | Rosita Pelichvanova    |
| HME 1977 | San Sebastián | Mary Stewartová          | 4:09,4         | Weselina Jacinska          | Rumjana Čavdarova      |
| HME 1978 | Milán         | Ileana Silaiová          | 4:07,1         | Natalia Marasescuová       | Brigitte Krausová      |
| HME 1979 | Vídeň         | Natalia Marasescuová     | 4:03,5         | Zamira Zajcewa             | Svetłana Guskova       |
| HME 1980 | Sindelfingen  | Tamara Kobová            | 4:12,5         | Anna Bukis                 | Mary Purcell           |
| HME 1981 | Grenoble      | Agnese Possamaiová       | 4:07,49        | Valentina Ilinychová       | Ljubov Smolka          |
| HME 1982 | Milán         | Gabriella Dorio          | 4:04,01        | Brigitte Krausová          | Beate Liebichová       |
| HME 1983 | Budapešť      | Brigitte Krausová        | 4:16,14        | María Radu                 | Ivana Kleinová         |
| HME 1984 | Göteborg      | Fița Lovinová            | 4:10,03        | Elly van Hulstová          | Sandra Gasserová       |
| HME 1985 | Pireus        | Doina Melinteová         | 4:02,54        | Fița Lovinová              | Brigitte Krausová      |
| HME 1986 | Madrid        | Světlana Kitovová        | 4:14,25        | Tatiana Lebonda            | Mitica Junghiatu       |
| HME 1987 | Liévin        | Sandra Gasserová         | 4:08,76        | Světlana Kitovová          | Ivana Walterová        |
| HME 1988 | Budapešť      | Doina Melinteová         | 4:05,77        | Mitica Constantin          | Brigitte Krausová      |
| HME 1989 | Haag          | Paula Ivanová            | 4:07,16        | Marina Jačmieniovová       | Světlana Kitovová      |
| HME 1990 | Glasgow       | Doina Melinteová         | 4:09,73        | Sandra Gasserová           | Violeta Becleaová      |
| HME 1992 | Janov         | Jekatěrina Podkopajevová | 4:06,61        | Ljubov Kremieva            | Doina Melinteová       |
| HME 1994 | Paříž         | Jekatěrina Podkopajevová | 4:06,46        | Ludmiła Rogaczowa          | Małgorzata Rydz        |
| HME 1996 | Stockholm     | Carla Sacramentová       | 4:08,95        | Jekatěrina Podkopajevová   | Małgorzata Rydz        |
| HME 1998 | Valencie      | Theresia Kieslová        | 4:13,62        | Lidia Chojecká             | Violeta Becleaová      |
| HME 2000 | Gent          | Violeta Becleaová        | 4:12,82        | Olga Kuzněcovová           | Julia Kosenkowa        |
| HME 2002 | Vídeň         | Jekatěrina Puzanovová    | 4:06,30        | Elena Iagărová             | Alesia Turawa          |
| HME 2005 | Madrid        | Elena Iagărová           | 4:03,09        | Corina Dumbrăvean          | Hind Dehiba            |
| HME 2007 | Birmingham    | Lidia Chojecká           | 4:05,13        | Natalia Panteliewa         | Olesia Czumakowa       |
| HME 2009 | Turín         | Natalia Rodríguezová     | 4:08,72        | Sonja Romanová             | Roisin McGettiganová   |
| HME 2011 | Paříž         | Jelena Aržakovová        | 4:13,78        | Nuria Fernándezová         | Jekatěrina Martynovová |
| HME 2013 | Göteborg      | Abeba Aregawiová         | 4:04,47        | Isabel Macíasová           | Katarzyna Broniatowská |
| HME 2015 | Praha         | Sifan Hassanová          | 4:09,04        | Angelika Cichocka          | Federica del Buono     |
| HME 2017 | Bělehrad      | Laura Muirová            | 4:02,39 - RHME | Konstanze Klosterhalfenová | Sofia Ennaoui          |
| HME 2019 | Glasgow       | Laura Muirová            | 4:05,92        | Sofia Ennaoui              | Ciara Mageeanová       |
| HME 2021 | Toruň         | Elise Vanderelstová      | 4.18,44        | Holly Archerová            | Hanna Kleinová         |
| HME 2023 | Istanbul      | Laura Muirová            | 4:03,40        | Claudia Boboceaová         | Sofia Ennaoui          |
| HME 2025 | Apeldoorn     | Agathe Guillemotová      | 4:07,23        | Salomé Afonsová            | Revee Walcott-Nolanová |